# Łukomscy herbu Roch Odmienny

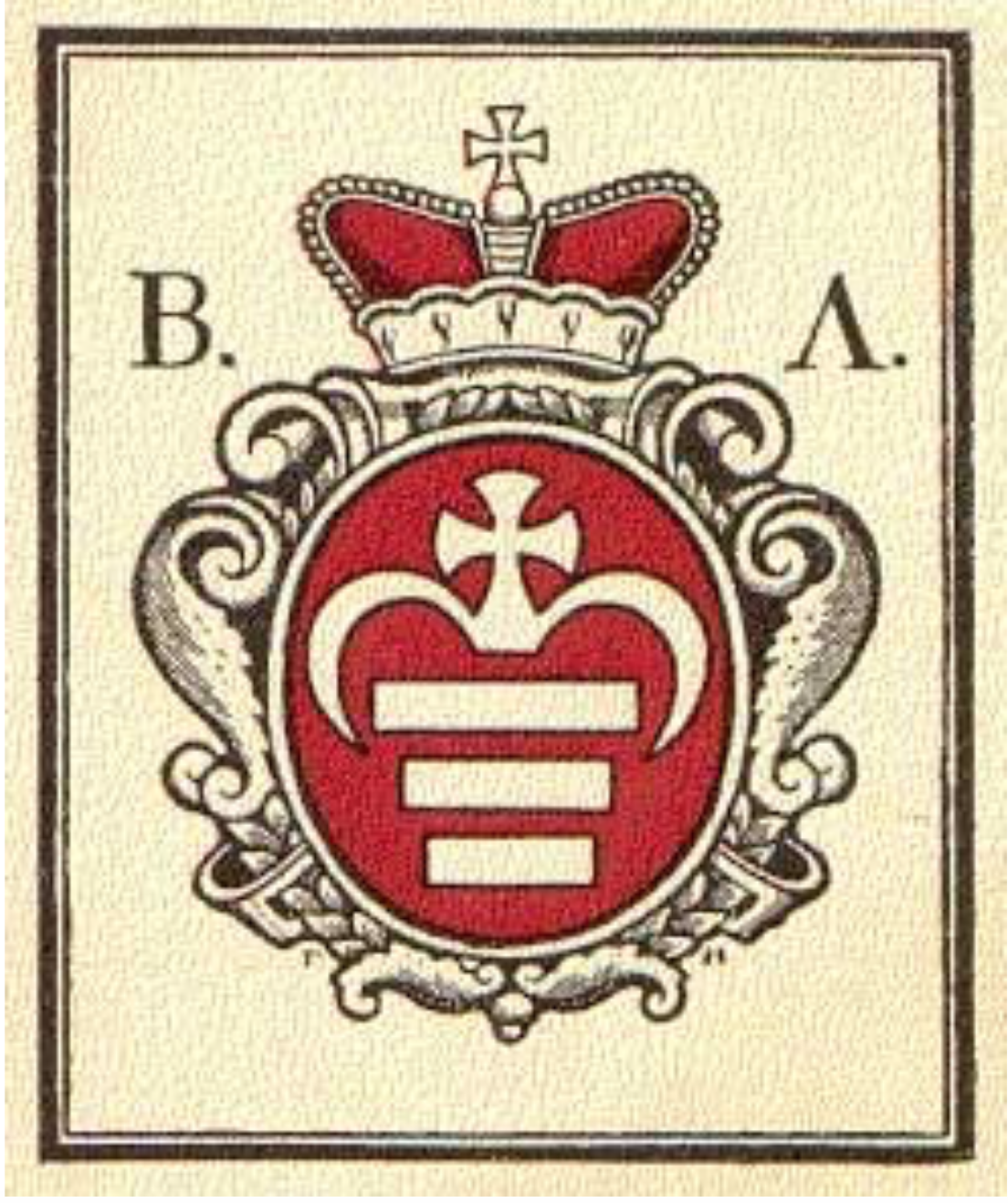
Stylizowany herb kniaziów Łukomskich

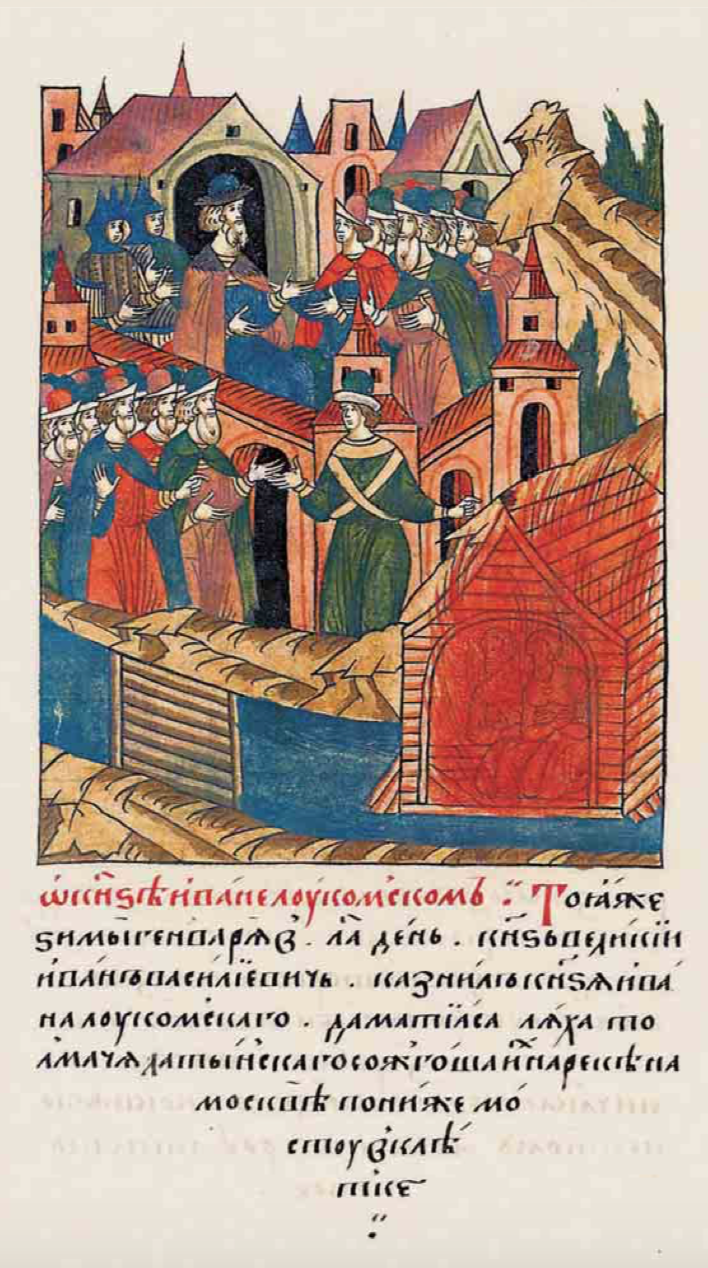
Kaźń kniazia Jana Łukomskiego w Moskwie 31 stycznia 1493

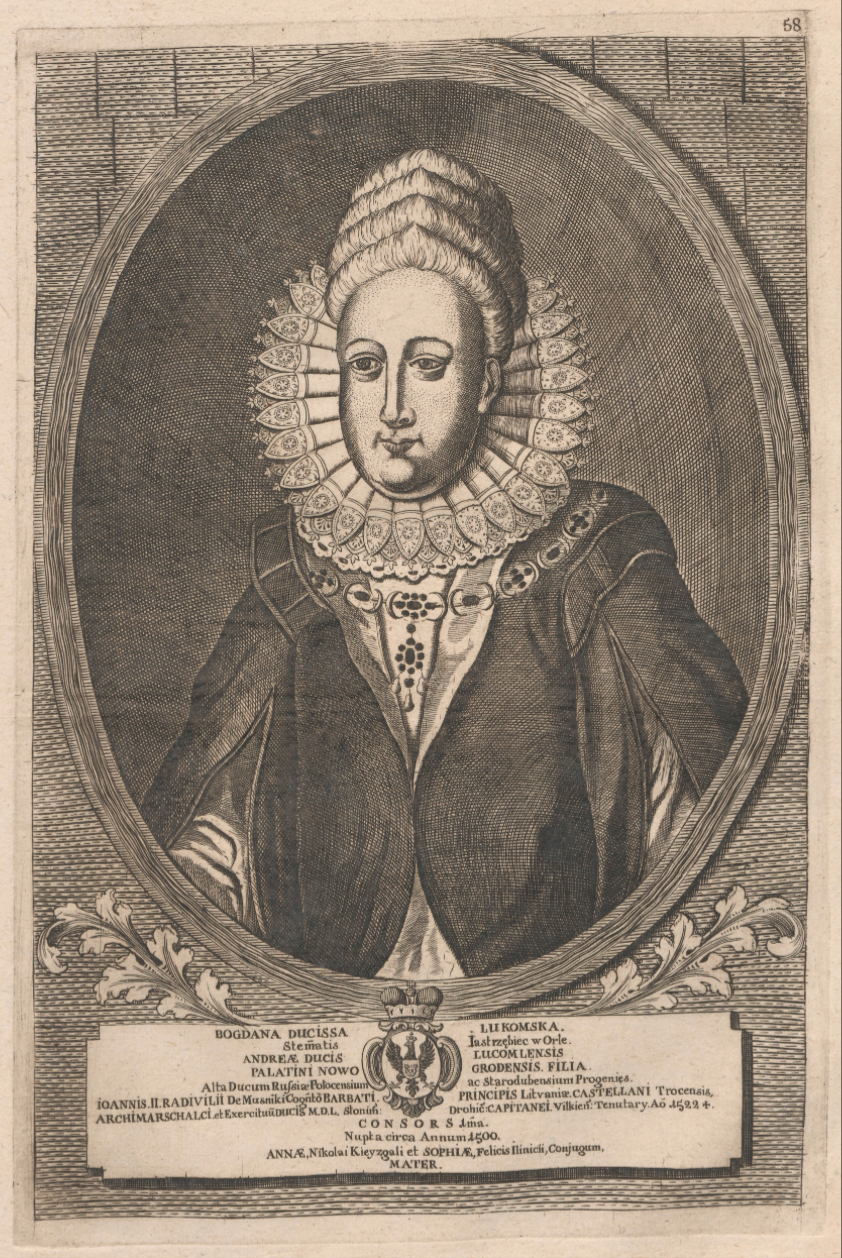
Bogdana z Łukomskich Radziwiłłowa

Łukomscy herbu Roch Odmienny – ród kniaziowski (książęcy), pochodzący według jednych od Giedyminowiczów, według innych od Rurykowiczów, który wziął swoje nazwisko od miejscowości Łukomla w dawnym województwie połockim, potem zaś witebskim w Wielkim Księstwie Litewskim, nad rzeką Ułą.

## Historia
XVII-wieczny historyk i heraldyk Szymon Okolski (1580-1653) wyprowadzał kniaziów Łukomskich od współczesnego Jagielle Andrzeja Olgierdowicza z litewskiej dynastii Giedyminowiczów, natomiast wydawca Józef Wolff (1862-1918) uznał ich za potomków książąt połockich z ruskiej dynastii Rurykowiczów. Według herbarza Adama Bonieckiego z 1915 roku "niezaprzeczalnie" pochodzą od ruskich Rurykowiczów, z czym z kolei stanowczo nie zgodził się w 1915 roku historyk Olgierd Wilczyński podtrzymujący, iż "nie może ulegać wątpliwości", że Łukomscy pochodzą jednak od litewskiego kniazia Andrzeja Olgierdowicza. Poczytny w XIX wieku historyk i popularyzator dziejów Julian Bartoszewicz (1821-1870) w artykule zamieszczonym w Encyklopedii Orgelbranda wywiódł Łukomskich od Andrzeja Olgierdowicza. Sprawa pochodzenia rodu kniaziów Łukomskich od wymienionego księcia pozostaje nadal sporną.
Jeśli chodzi o herb tego rodu - podobnie jak w przypadku kniaziów Połubińskich - Paprocki i Okolski przypisywali mu herb własny, przedstawiający Jastrzębca na piersiach Orła. Z kolei Wojciech Wijuk Kojałowicz twierdził, że rodzina ta używała herbu dwojakiego: Pogoni albo herbu własnego, podobnego do herbu Roch III.
Wspólnym przodkiem przedstawicieli tego rodu był kniaź Jan Łukomski, który podejrzany o spisek przeciw wielkiemu księciu Iwanowi III Srogiemu został spalony żywcem w żelaznej klatce w Moskwie 31 stycznia 1493.
Ostatnimi znanymi kniaziami Łukomskimi byli generał Lucjan Łukomski (1811-1867) i trzej synowie dr Włodzimierza Łukomskiego (1840-1902): (1) Wszewołod (ur. 1879), (2) Włodzimierz (1881-1923), pułkownik, ożeniony z ks. Niną Michajłowną Melikową (urodzoną w 1886 w Petersburgu, zm. 13 marca 1966 w Paryżu) i (3) Sergiusz (ur. 10 czerwca 1884, zm. 8 października 1971 w Nowym Jorku), kapitan białogwardyjski, potem na emigracji w USA.
Nie są znani żadni współcześni potomkowie tego kniaziowskiego rodu. 
Zbieżność z identycznie brzmiącym, popularnym nazwiskiem polskim, jest przypadkowa.

## Wybrani przedstawiciele rodu[13]
- Jan Łukomski (spalony żywcem w Moskwie 31 stycznia 1493)
- Bohdana z Łukomskich Radziwiłłowa (ur. ok. 1478), starościna słonimska
- Konstanty Łukomski (zm. 1581), starosta ulski, dowódca kozaków litewskich
- Fryderyk Łukomski (zm. 1611), kasztelan mścisławski
- Aleksandra z Łukomskich Drucka-Sokolińska (zm. po 1630), podkomorzyna połocka
- Samuel Łukomski (zm. 1659), pułkownik wojska litewskiego
- Dadźbog Jerzy Łukomski (ur. ok. 1640), wojski witebski, poseł na sejmy
- Teodor Felicjan Łukomski (zm. ok. 1715),  sędzia ziemski witebski, poseł
- Józefa Łukomska (ur. 1785), właścicielka dóbr Pleszki w guberni witebskiej
- Lucjan Łukomski(inne języki) (1811-1867), generał rosyjski
- Włodzimierz Łukomski(inne języki) (1840-1902), lekarz